# Being Flynn
Being Flynn (2012) («La vida de Flynn», «Conociendo a Flynn» o «Viviendo como un Flynn») es una película dramática protagonizada por Robert De Niro, Julianne Moore y Paul Dano, estrenada en cines selectos en los Estados Unidos el 2 de marzo de 2012. Se basó en Another bullshit night in Suck City, un libro de memorias de Nick Flynn.

## Sinopsis
En la ciudad de Boston, el joven escritor Nick Flynn (Paul Dano) vive con su madre hasta que ella se suicida, con lo que se queda solo: a partir de entonces pasa de un trabajo a otro hasta que se establece con un par de amigos en un antiguo club. Recibe inesperadamente una llamada de su padre (Robert De Niro), a quien no había visto nunca y que ha decidido contactarlo porque necesita su ayuda. Después de esto, dedica su tiempo a trabajar como voluntario en un albergue que acoge gente sin hogar. Un día su padre -inesperadamente y después de perder su empleo debido al alcohol- se queda sin nada, y llega casualmente al refugio donde trabaja Nick. A partir de ahí la vida de Nick se convierte en un torbellino del que no todos saldrán bien librados.

## Reparto
- Robert De Niro como Jonathan Flynn.
- Paul Dano como Nick Flynn.
- Julianne Moore como Jody Flynn.
- Liam Broggy como el joven Nick.
- Olivia Thirlby como Denise.
- Lili Taylor como Joy.
- Mary Elizabeth Winstead como Lisa.
- Dale Dickey como Marie.
- Victor Rasuk como Gabriel.
- Michael Buscemi como Dennis.
- William Sadler como Ray.

## Recepción
A pesar de la destacada actuación de De Niro, Viviendo como un Flynn recibió críticas mixtas y actualmente mantiene una calificación del 55% en la página de crítica especializada Rotten Tomatoes. En Metacritic, la película recibió una calificación de 53/100, que indica «críticas mixtas o promedio».
Muchos críticos elogiaron la actuación de De Niro. Roger Ebert declaró que "para reunir su papel más icónico debe representar la fe de De Niro en esta película". Richard Roeper dijo que "De Niro vuelve a la forma de genio al ser Flynn'"."